# Джирит
Джирит — мінерал, сульфід міді з хімічною формулою {\displaystyle {\ce {Cu8S5}}}. Мінерал названий на честь колекціонера Адама Гіра з міста Ютіка, штат Нью-Йорк, США, який його вперше знайшов.

## Кристалографія
Джирит належить до кристалічного класу 3. Це означає, що кристал можна перевернути, а потім повернути на 120 градусів, щоб повернутися у вихідне положення. Оптичний клас джириту невідомий. Джирит є анізотропним, що означає, що він демонструватиме інтерференційні кольори при обертанні в перехресно поляризованому світлі, і що мінерал має різні властивості в різних напрямках.

## Відкриття та прояви
Вперше його було описано в 1980 році як тонкі покриття або пластинки, що заміщують сфалерит у типовій місцевості в містечку Де Кальб, округ Сент-Лоуренс, штат Нью-Йорк. Мінерал також трапляється в магнетит-хромітовому родовищі, що містить серпентиніт, в Еретрії, Греція.
Асоціюється зі спіонкопітом, сфалеритом, тетраедритом, халькопіритом, малахітом, азуритом, брошантитом, хризоколою, сервантитом, стибіконітом, геміморфітом та кальцитом у типовій місцевості; а також зі спіонкопітом, халькопіритом, кобальтовим пентландитом, магнетитом, хромітом, андрадитом, хлоритом, діопсидом у родовищі Еретрія. Про нього також повідомлялося в різних місцях по всьому світу, включно з гідротермальним полем «Логачев-1» вздовж комплексу Серединно-Атлантичного хребта.
Мінерал використовували для вивчення кристалічної структури та зв'язків у сульфідах міді.